# قصر كريستيانسبورغ
قصر كريستيانسبورغ (بالدنماركية: Christiansborg Slot) قصر حكومي يقع وسط مدينة كوبنهاغن، الدنمارك. يُعتبر مقرًا للبرلمان الدنماركي، ومكتب رئيس الوزراء والمحكمة العليا الدنماركية. كما يتم استخدام عدة أجزاء منه لاستخدامات أخرى، كغرف الاستقبال الملكي، قصر الصاغة والاسطبلات الملكية.
وبهذا، يُعتبر القصر مركزًا للقوى الثلاث العليا في الدنمارك: السلطة التنفيذية، السلطة التشريعية، والسلطة القضائية. وهو المبنى الوحيد في العالم الذي يضم الفروع الثلاثة للحكومة. وتعود ملكية قصر كريستيانسبورغ للدولة الدنماركية، وقد بني في مكان قلعة كوبنهاغن على ثلاثة مراحل ابتداءً من عام 1745.

## تاريخ
يُعتبر المبنى الحالي، هو الثالث الذي يتم بناؤه في الموقع، والأخير في سلسلة القلاع والقصور التي شُيدت بشكل متعاقب على نفس الموقع منذ الإنشاء الأول كقلعة في 1167. منذ القرن الخامس عشر، تم استخدام مختلف المباني كقاعدة للإدارة المركزية. وفي عام 1794، أصبح أيضًا مقرًا لإقامة ملوك الدنمارك. كما أصبح بعد 1849 مقرًا للبرلمان. يشهد القصر اليوم، على ثلاثة عصور من العمارة الدنماركية، نتيجة لإثنين من الحرائق الكبيرة. وقد وقع الحريق الأول في 1794 والثاني في عام 1884. وقد تم الانتهاء من بناء الجزء الرئيسي من القصر الحالي في عام 1928، على نمط الباروك الجديد.

### قلعة أبسالون

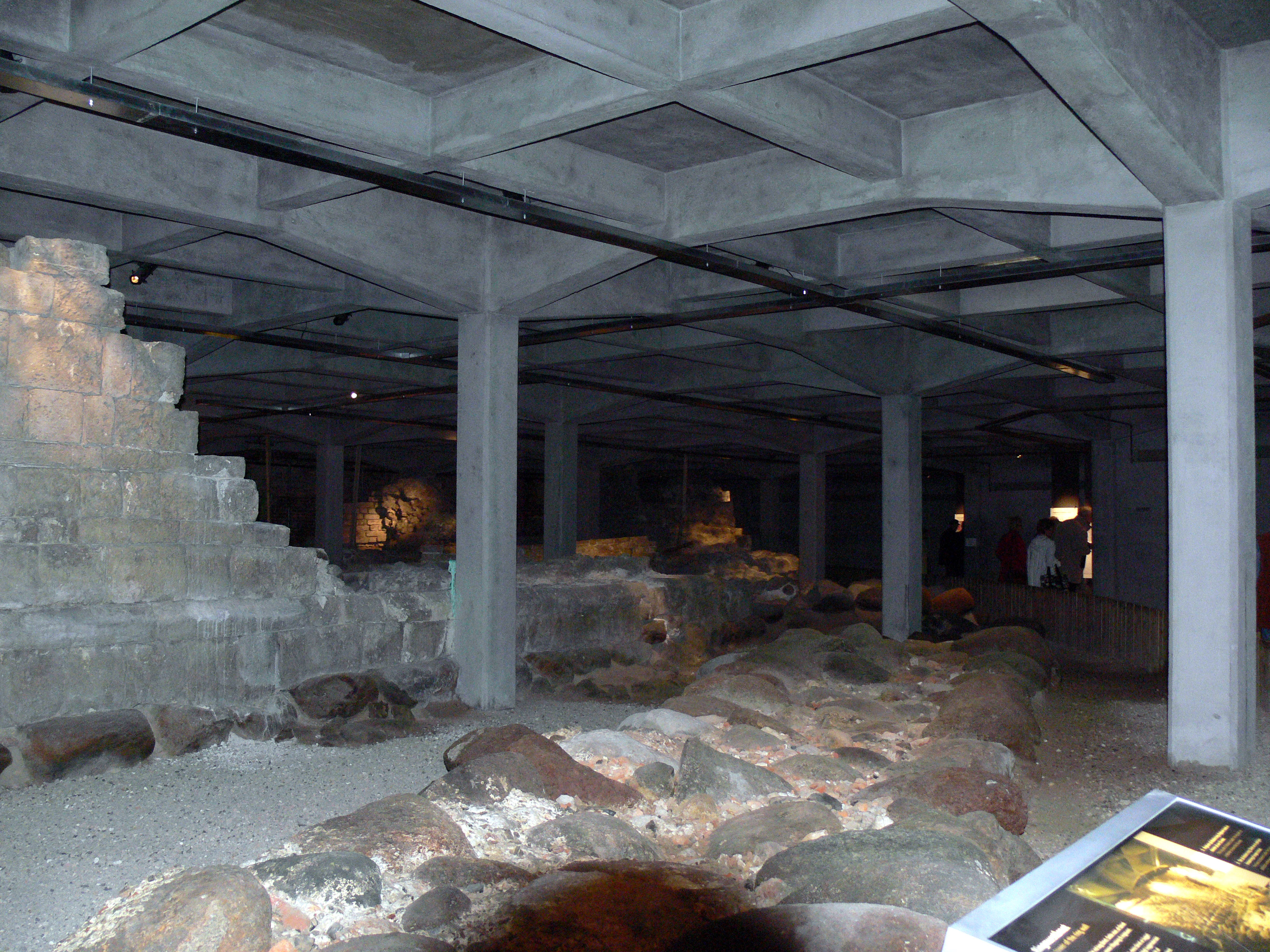
حفريات أسفل مبنى القصر، تظهر بقايا قلعة أبسالون.

كانت قلعة أبسالون أول القلاع المبنية في الموقع. ووفقًا للمؤرخ الدنماركي ساكسو غراماتيكوس، فإن الأسقف أبسالون من أبرشية روسكيلد هو من بنى القلعة في عام 1167 على جزيرة صغيرة خارج ميناء كوبنهاغن.
كانت القلعة تتكون من جدار ستائري يحيط بفناء مغلق مع عدد من المباني، مثل سكن الأسقف، المُصلى، والعديد من المباني الصغيرة. سيطر أساقفة روسكيلد على القلعة ومدينة كوبنهاغن مع وفاة أبسالون في عام 1201. ولقد اندلع نزاع بين التاج والكنيسة بعد بضعة عقود، استمر لما يقرب من قرنين من الزمان كانت ملكية القلعة والمدينة خلالها متأرجحة بين الملوك والأساقفة.
علاوة على ذلك، كانت القلعة كثيرًا ما تتعرض للهجوم، كهجوم بعض القراصنة. وقد تم احتلال القلعة بين عاميّ 1249 و 1259، كما تم نهبها. ولقد بقيت لحوالي 200 عامًا قبل أن يدمرها أعضاء الرابطة الهانزية في عام 1369، والذين دمروها بشكل كامل. وكان تدمير القلعة بأمر من ملك الدنمارك فلاديمير الرابع. تقع أطلال القلعة اليوم تحت القصر الحالي، إلى جانب بقايا مباني قديمة أخرى.

### قلعة كوبنهاغن

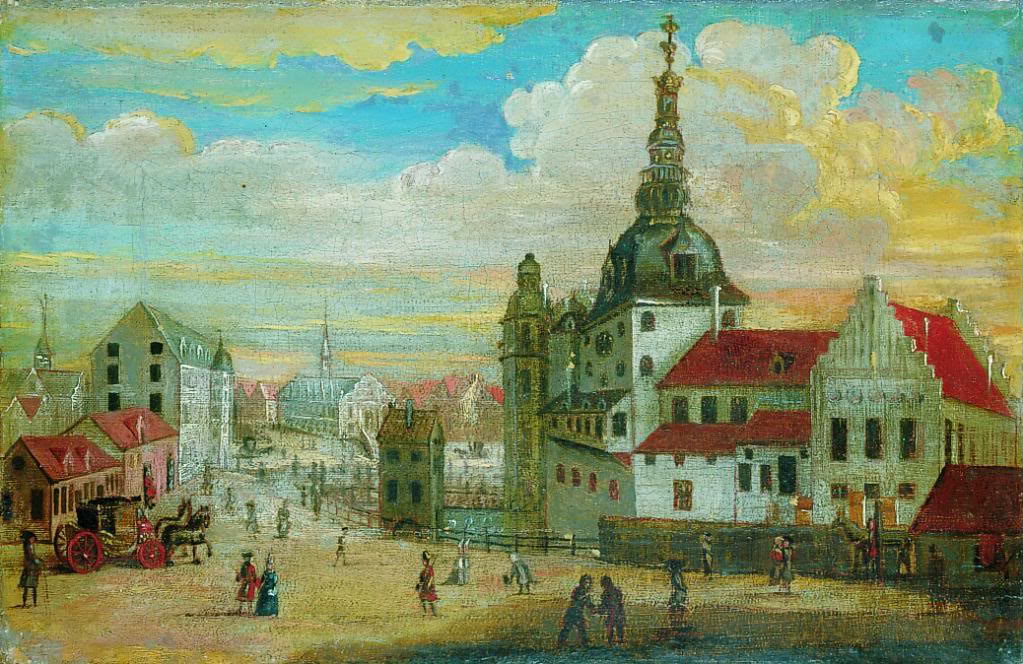
قلعة كوبنهاغن، 1698.

أصبحت جزيرة القلعة (Slotsholmen) بعد دمار قلعة أبسالون عام 1369 مغطاة بأعمال الحفر، لتكون معقلا جديدًا، حيث بُني مكانها قلعة كوبنهاغن. كانت القلعة تحتوي على جدار ستائري، كما اُحيطت بخندق وببرج صلب وكبير ليكون بوابةً للدخول. كانت القلعة لاتزال ملكًا لأسقف روسكيلد حتى عام 1417، حين استولى عليها الملك إريك السابع. وفي منتصف القرن الخامس عشر، أصبحت القلعة مقر الإقامة الرئيسي للملوك الدنماركيين ومركزًا للحكومة.
لقد اُعيد بناء القلعة عدة مرات؛ فقد قام فريدريك الرابع في عشرينيات القرن الثامن عشر بإعادة بناء القلعة بالكامل، لكنها أصبحت ثقيلة جدًا بحيث بدأت الجدران بالتفسخ. أصبح واضحًا بالتالي إلى كرستيان السادس الذي خلف فريدريك الرابع في 1730، أن هناك قلعة جديدة تمامًا يجب بناؤها. وقد بدأ هدم قلعة كوبنهاغن البالية والممتدة سنة 1731 لإفساح المجال لإنشاء أول كريستيانسبورغ.

### كريستيانسبورغ الأول

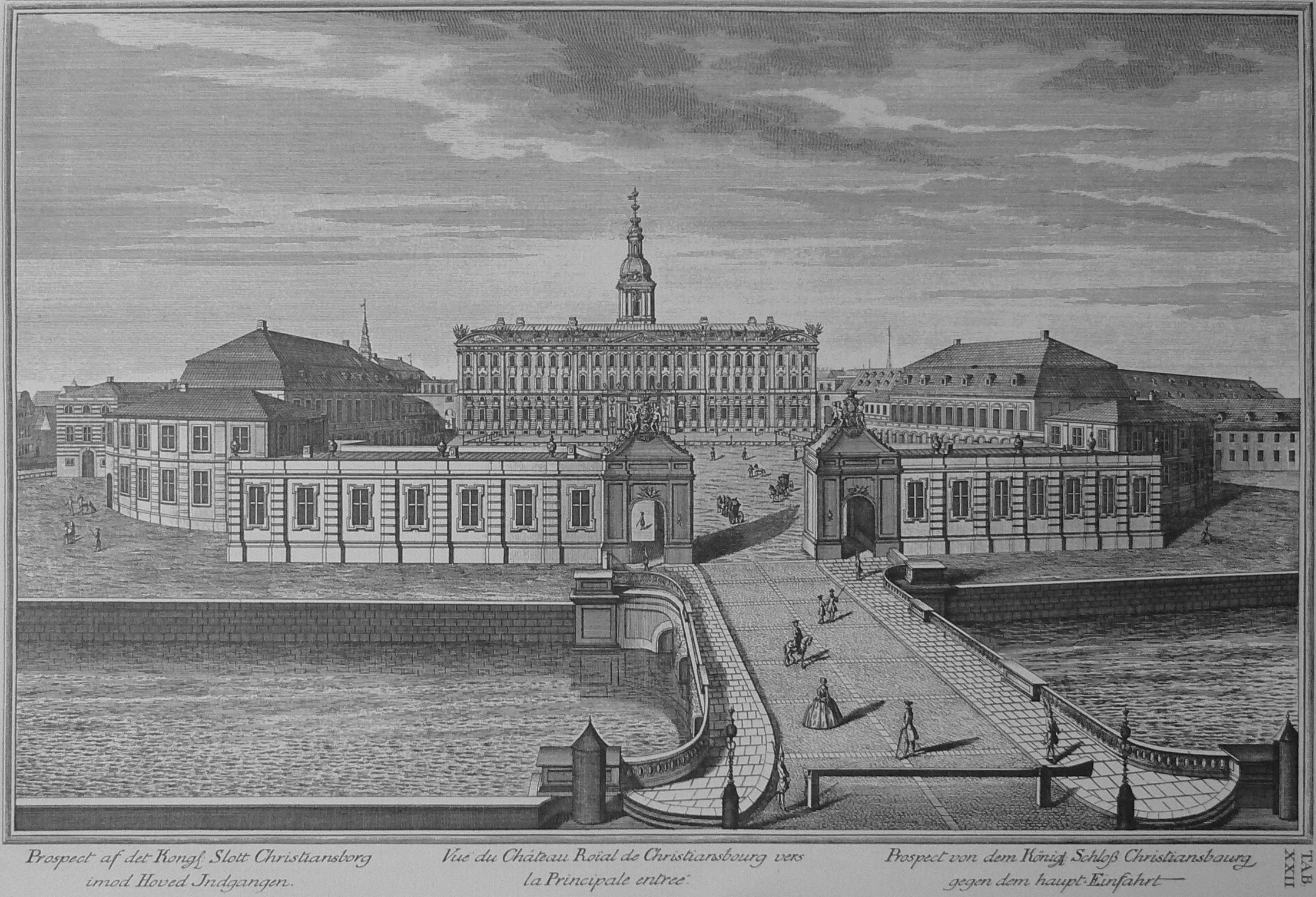
كريستيانسبورغ الأول، عام 1746.

كلّف الملك كرستيان السادس المعمار الياس ديفيد هاوسر لبناء أول قصر كريستيانسبورغ، حيث بدأ العمل في 1733 وعلى طراز الباروك. بحلول عام 1738، كان العمل بالقصر الرئيسي قد تقدم حتى أنه كان من الممكن أن يطغى على المباني الأخرى المدرجة في المشروع الإجمالي. وقد شمل القصر قاعة عرض ومُصلى. تم إنجاز معظم مجمع القصر في عام 1745.
وقد دُمر القصر والمُصلى بسبب حريق كبير في عام 1794، ولكن تم حفظ مباني ساحات العرض لاستخدامات الخيّالة.

### كريستيانسبورغ الثاني

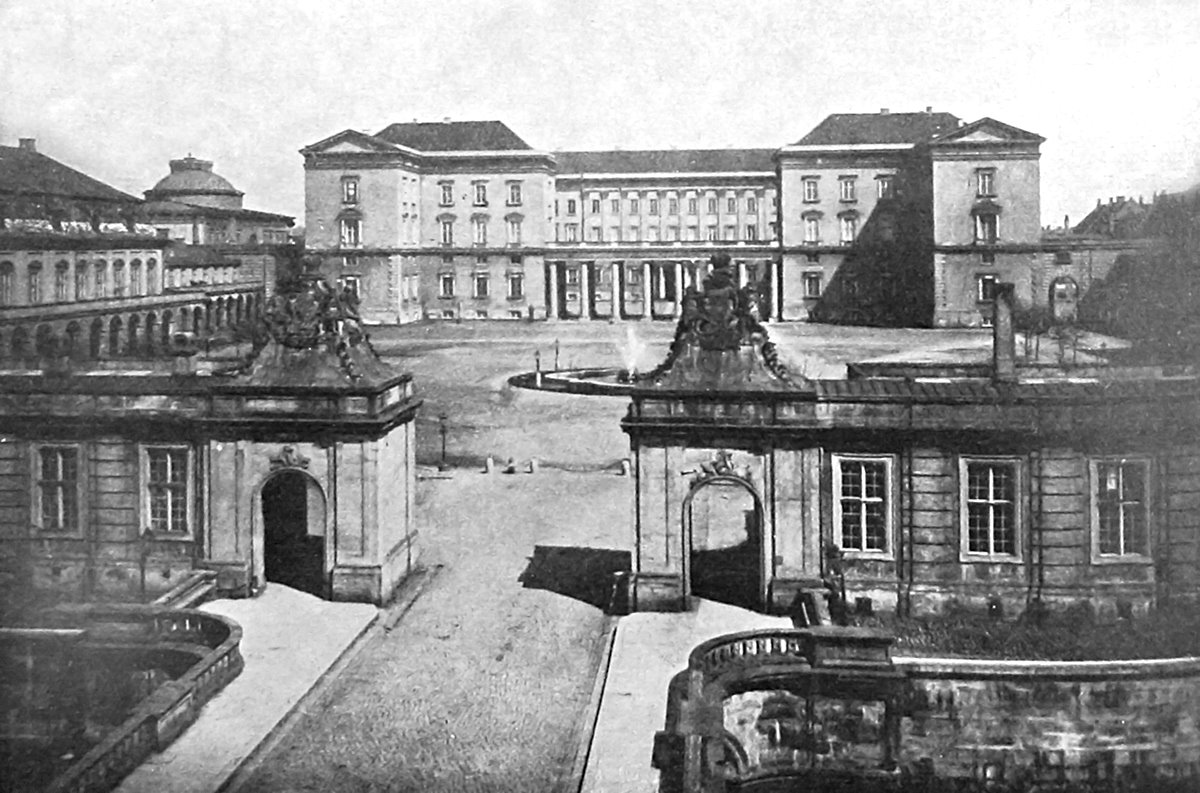
كريستيانسبورغ الثاني.

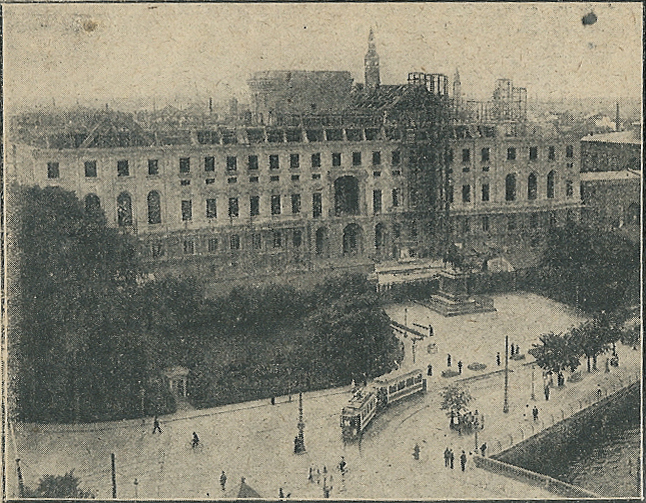
كريستيانسبورغ الثالث، عام 1914.

قام المعمار كريستيان فريدريك هانسن بإحياء القصر في الفترة التي عاشت فيها العائلة المالكة في مساكن مؤقتة في قصر أمالينبورغ. وقد بدأ هانسن بناء كريستيانسبورغ الثاني في عام 1803 على طراز الإمبراطورية الفرنسية. بحلول الوقت، تم الانتهاء من بناء القصر في عام 1828، وكان الملك فردرك السادس قد قرر أنه لا يريد أن يعيش هناك، وأنه سيستخدم القصر فقط للتسلية. وكان الملك فردرك السابع العاهل الوحيد الذي كان يعيش في القصر. وكان هذا بين عاميّ 1852 و 1863.
أصبح الجناح الجنوبي من القصر بعد 1849، أول مكان لاجتماع مجلس البرلمان الدنماركي. وقد تعرض مبنى كريستيانسبورغ الثاني للحريق مرة أخرى في عام 1884. ولكن تم الحفاظ على مباني عروض الخيول ومصلى هانسن.

### كريستيانسبورغ الثالث
فاز المعمار ثورفالد يورغنسن بمسابقة التصميم الثالث لكريستيانسبورغ (والحالي)، حيث تم البناء من 1907-1928. أصبح القصر يحتوي على مباني للعائلة المالكة، السلطة التشريعية والسلطة القضائية. وكان البناء على طراز الباروك الجديد من الخرسانة المسلحة مع الجرانيت لتغطية الواجهات. وقد تم اكتشاف أنقاض قلعة أبسالون وقلعة كوبنهاغن خلال أعمال الحفر، كما تقرر جعلها متاحة للجمهور، حيث تقع الأطلال تحت القصر الحالي، أما المعرض التاريخي فقد اُفتتح للجمهور في عام 1924.

## التصميم

مخطط القصر:
1. القلعة
2. بوابة الملكة
3. مبنى Slotspladsen
4. مبنى Indre Slotsgård
5. مدخل البرلمان Folketinget
6. مبنى Rigsdagsgården
7. متحف المسرح
8. الإسطبلات الملكية
9. الجسر الرخامي
10. أراضي العرض Ridebanen
11. مبنى Ridehuset
12. متحف Thorvaldsens
13. مدخل المحكمة العليا
14. بوابة الملكة
15. كنيسة القصر Slotskirken
16. مبنى Prins Jørgens Gård

ينقسم القصر تقريبًا في الوسط، حيث يقع البرلمان في الجناح الجنوبي، بينما يقع كل من غرف الاستقبال الملكية، والمحكمة العليا، ومكتب رئيس الوزراء في الجناح الشمالي.
هناك عدة أجزاء من القصر مفتوحة للجمهور بعد أن تم نشر الجدول الزمني للجولات المصحوبة بمرشدين، والمتاحة مقابل رسوم كبيرة. يقع القصر في مركز كوبنهاغن، وتحديدًا في مقاطعة مركز المدينة.

### آثار أسفل القصر
تقع أسفل القصر آثار قلعتيّ أبسالون وكوبنهاغن. وقد ظهرت تلك الآثار أثناء أعمال الحفريات التي كان يقوم بها العمّال لبناء أساسات القصر، إذ ظهرت أجزاء من الجدران الستائرية للقلعتين القديمتين. وقد تم استدعاء خبراء من المتحف الوطني الدنماركي للآثار. لقد كان الاهتمام العام بتلك الآثار هائلاً، والتي يعود تاريخها إلى 1167. لذلك، تم اتخاذ القرار بعدم تغطية الآثار مجددًا وإنما المحافظة عليها. ولقد تم إنشاء هيكل من الخرسانة المسلحة فوق تلك الآثار عام 1908 ليكون الأكبر من نوعه بالدنمارك في تلك الحقبة. لقد تم استخراج الآثار أسفل ساحة القصر في عام 1917، وقد تم بناء سقف آخر لتغطيتها مجددًا. وقد تم عرضها للجمهور ابتداءً من عام 1924. كما تم تجديد معرض الآثار المكتشفة بين عاميّ 1974 و 1977، ولم يطرأ عليه تقريبًا أي عمل منذ ذلك الحين.

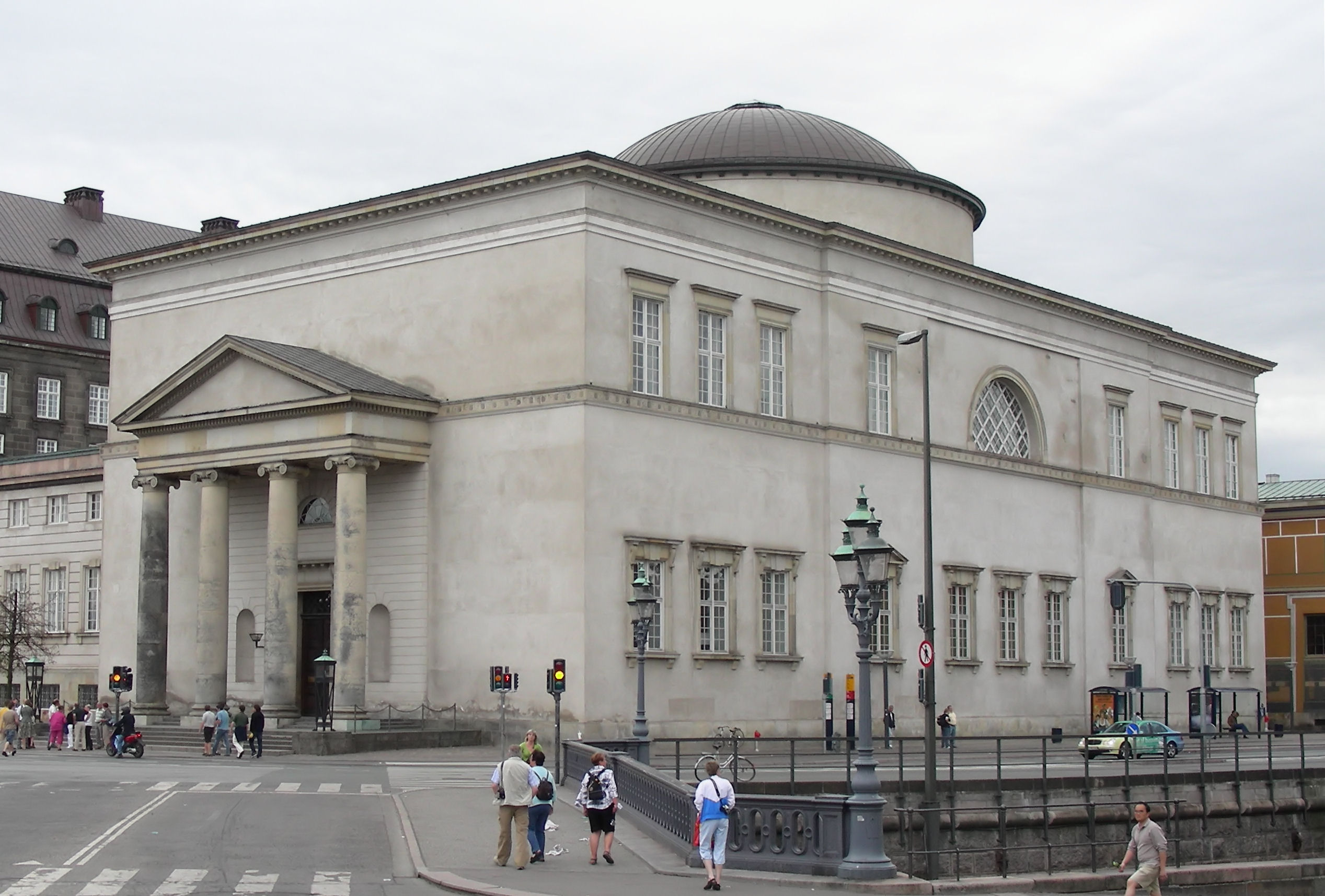
مُصلى قصر كرستيانسبورغ.

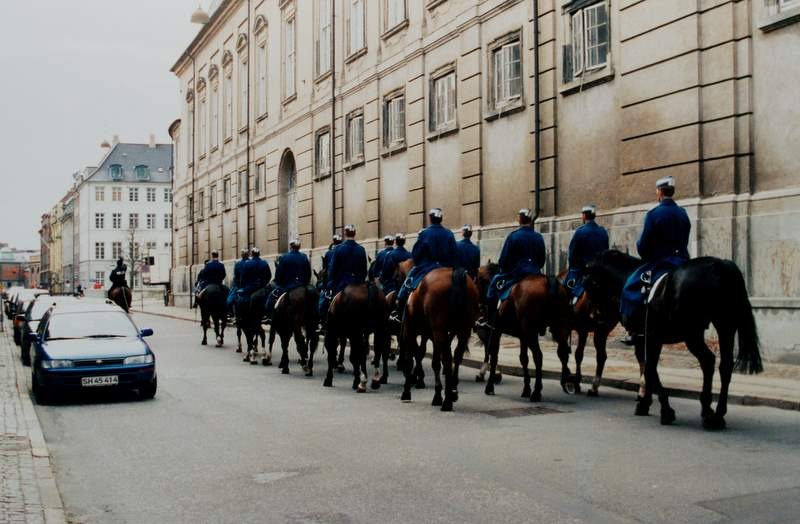
فرسان الحرس الدنماركيون بالقرب من الاسطبلات الملكية.

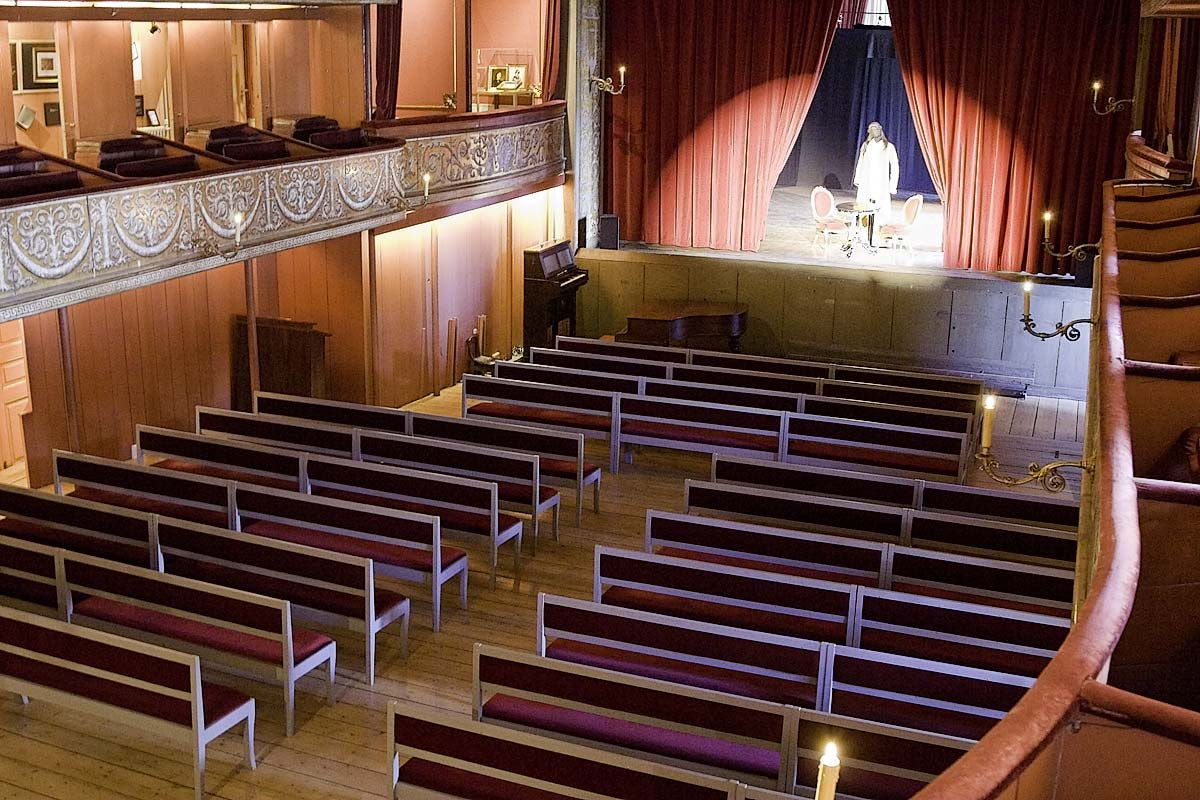
أوديتوريوم مسرح المحكمة.

### مُصلى القصر
يُعتبر مُصلّى القصر جزءاً من قصر كريستيانسبورغ الذي هو تحت تصرف العاهل الدنماركي. ويُستخدم لإحياء المناسبات الدينية لأعضاء الأسرة الملكية الحاكمة، المعموديات الهامة، سر الميرون، ومناسبات دينية أخرى. ويستخدمه أيضًا أعضاء البرلمان الدنماركي للأغراض الدينية أيضًا.
يعود تاريخ هذا المُصلّى إلى كريستيانسبورغ الأول، الذي قام ببنائه المهندس الياس ديفيد هاوسر بين عاميّ 1733 و 1745.

### مجمع الركوب
تشكل ساحات العرض اليوم كل ما تبقى من قصر كريستيانسبورغ الأول. وتتكون من جناحين متناظرة، مع مبنى اسطبلات منخفض وضيق يليه بناء واسع وعالٍ وضيق، واسطبلات منحنية، وينتهي البناء بعد ذلك بطابق واحد وبنهاية ضيقة قبالة الأجنحة في نهاية قناة فريدريكسوم.
أصبح الجناح الشمالي في 1742 أول جناح يتم إكماله في المبنى. وقد بدأ العمل على بناء الجناح الجنوبي في حزيران/ يونيو 1740، ولكنه توقف بحلول الخريف بسبب صعوبات في الحصول على إمدادات مالية. لم يُستأنف العمل إلاّ في كانون الثاني/ يناير 1744، تحت إشراف المعمار الشاب نيكولاي إكتفيد. لقد أدت الرؤية الفنية لهذا المعمار إلى أن تجعل من هذا الجناح أكثر جمالاً من الجناح الشمالي. في عام 1746، تم نقل 87 خيلاً للصيد و 165 خيلاً للنقل إلى اسطبلات جديدة، وهو أكبر عدد خيول يتم نقلها من أي وقت مضى آنذاك.

### المسرح
يقع مسرح المحكمة فوق الإسطبلات الملكية في الجناح الجنوبي من مجمع الخيول، مقابل مدرسة ركوب الخيل. وقد ضم المسرح منذ عام 1922 مجموعة من متحف المسرح الملكي. ويُستخدم المسرح اليوم كقاعة للعروض المسرحية والمحاضرات والبرامج التلفزيونية.
تجدر الإشارة إلى أنه تم إغلاق المسرح في عام 1881 نتيجةً لحريق مأساوي لمسرح رنغثيتر في فيينا الذي أكد على المخاطر التي ينطوي عليها الاستمرار في استخدام المسارح القديمة.

## معالم أخرى

### الجسر الرخامي

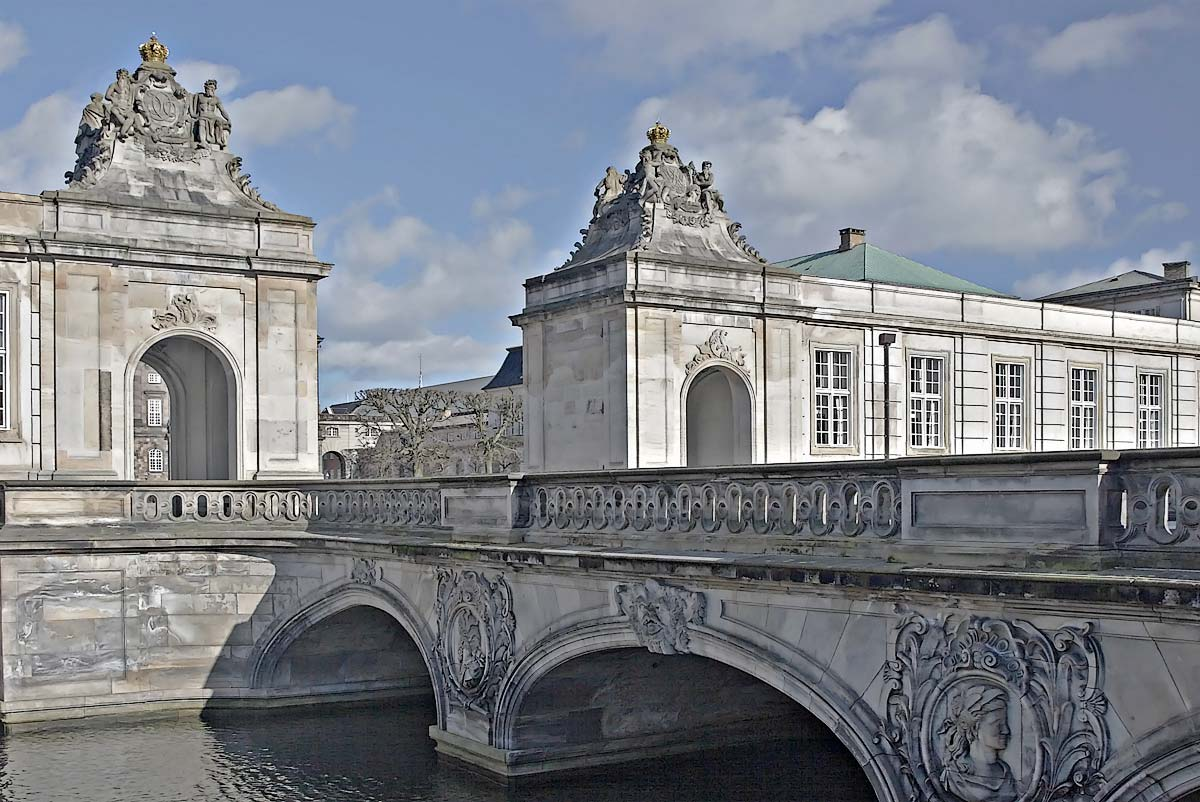
الجسر الرخامي وفسطاطا الأجنحة.

تم ربط جناحيّ القصر في مشروع هاوزر الأصلي بتصميم كريستيانسبورغ الأول عند نهاية قناة فريديركسوم. إلا أن لجنة بناء القصر كانت غير راضية تمامًا على الاقتراح، فطلبت من اثنين من المعماريين الشباب الذان كان يعملان لصالح المبنى الملكي، من أجل التوصل إلى اقتراح بديل. لقد شمل اقتراحهما على جسرٍ دائم يقع على قناة فريديركسوم، ليشكل المدخل الرئيسي للقصر، بالإضافة إلى فسطاطين اثنين للبوابة كانا يُستخدمان لفتح وغلق الممر بين الجناحين. وكان كل من الجسر وفسطاط الأجنحة مبنيٌ على أسلوب الروكوكو الجديد.

### تمثال كرستيان التاسع

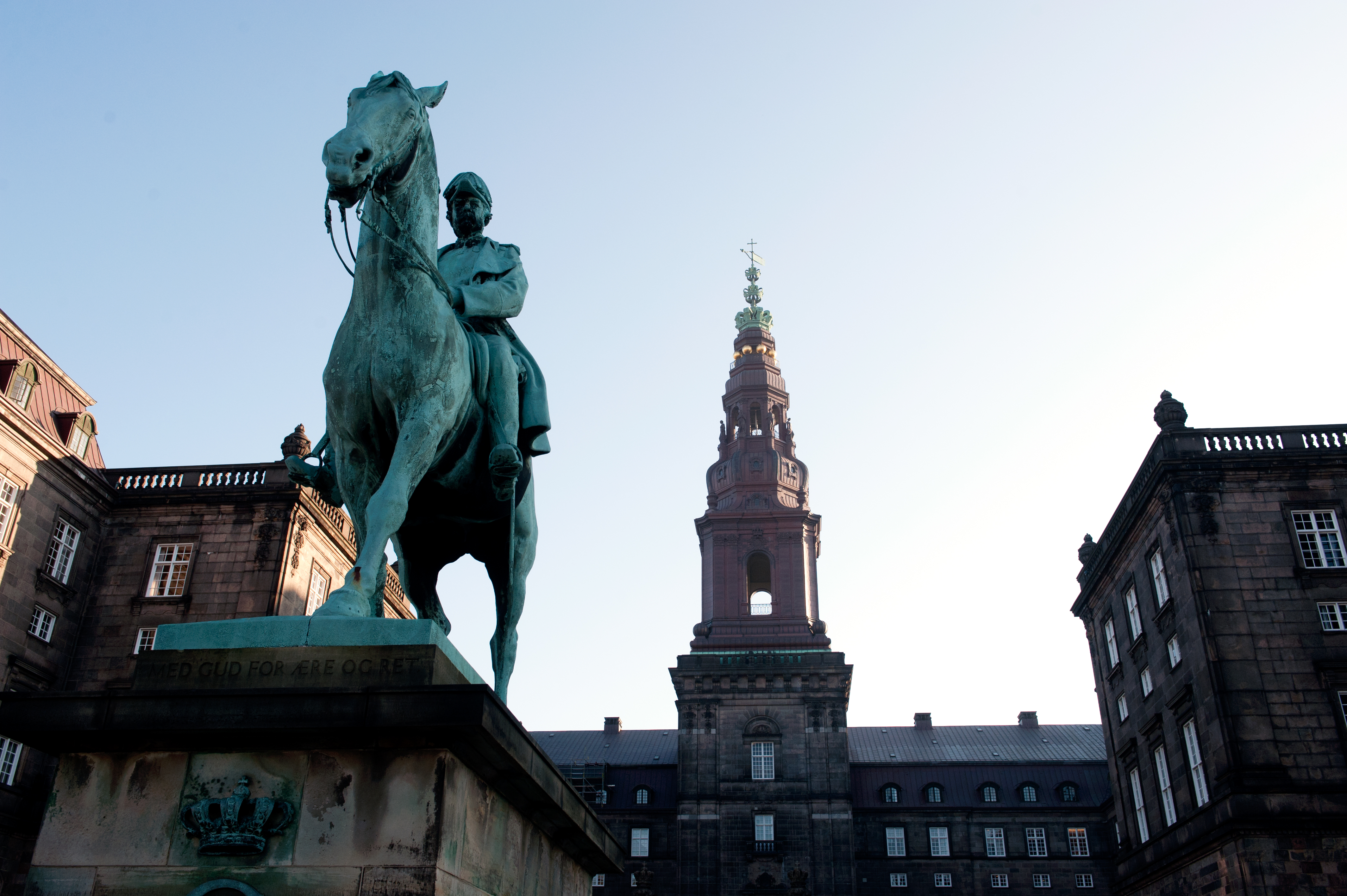
تمثال كرستيان التاسع في القصر.

تم البدء بجمع الأموال لبناء نصب تذكاري للملك كرستيان التاسع بعد وقت قصير من وفاته في عام 1906. وقد تمت دعوة أربعة فنانين في العام التالي للمنافسة على تصميمه. لم يكن هناك أي نقاش حول موقع التمثال. كما تم اختيار ساحة الركوب التابعة لقصر كرستيانسبورغ ليُقام في وسطها التمثال، كنوع من التكريم من الملك فردرك السابع الذي خلف الملك كريستسان التاسع. ولقد فازت النحاتة آن ماري كارل نيلسن بالمنافسة مع اقتراحها لتمثال الفروسية الجديد. وقد كان الاقتراح أن يتم عرض التمثال على قاعدة عالية، مع وجود نقوش على الجانبين لتصوير موكب من الرجال البارزين في تلك الأيام. تم استبعاد استخدام النقوش في وقت لاحق، وقام المعمار أندرياس كليمينسن بتصميم القاعدة التي تحمل تمثال الحصان اليوم. استغرق إكمال النصب وقتًا طويلاً، إذ تم بعد 21 عامًا من وفاة الملك، وتحديدًا في عام 1927.

### جناح البرلمان

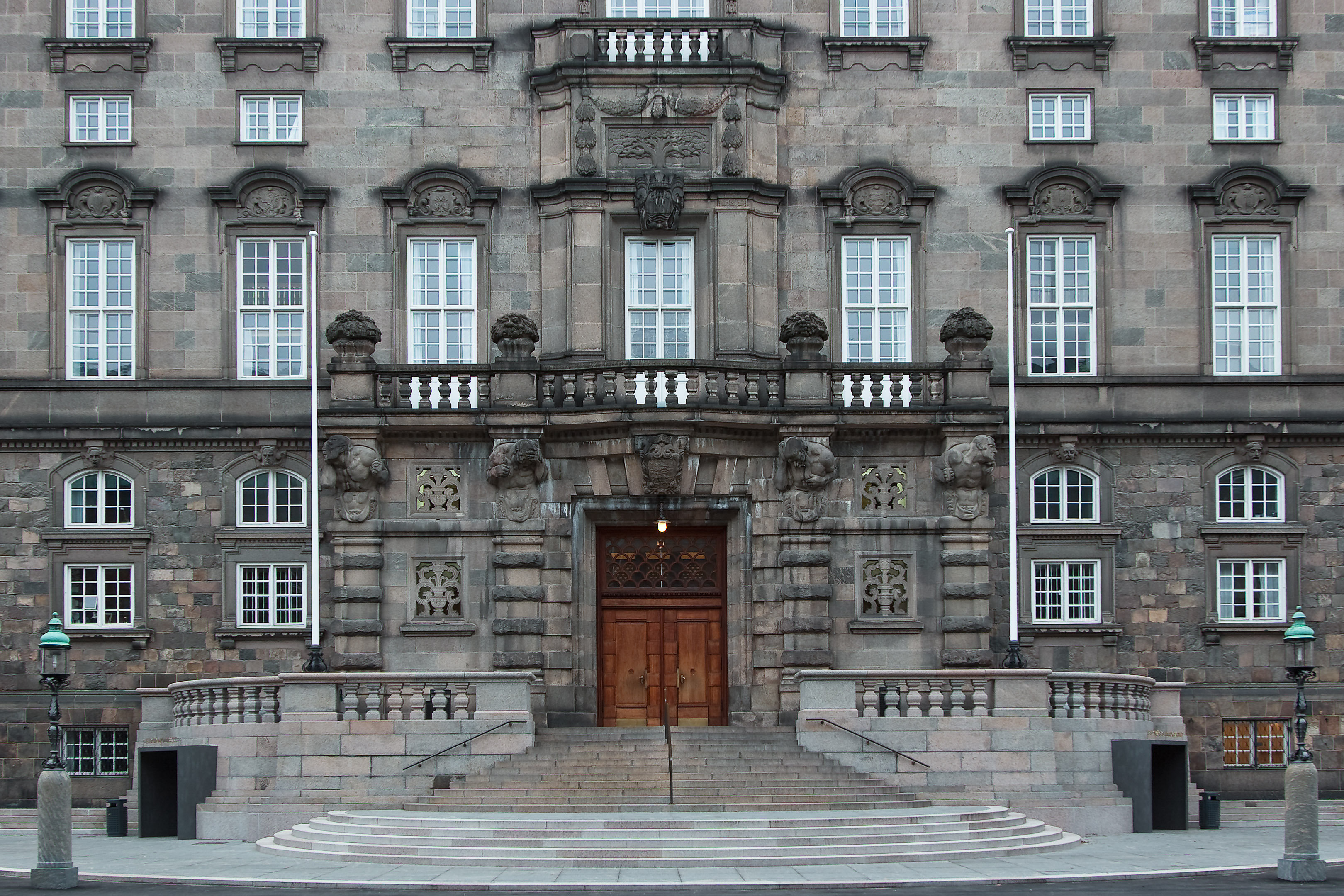
مدخل البرلمان الدنماركي.

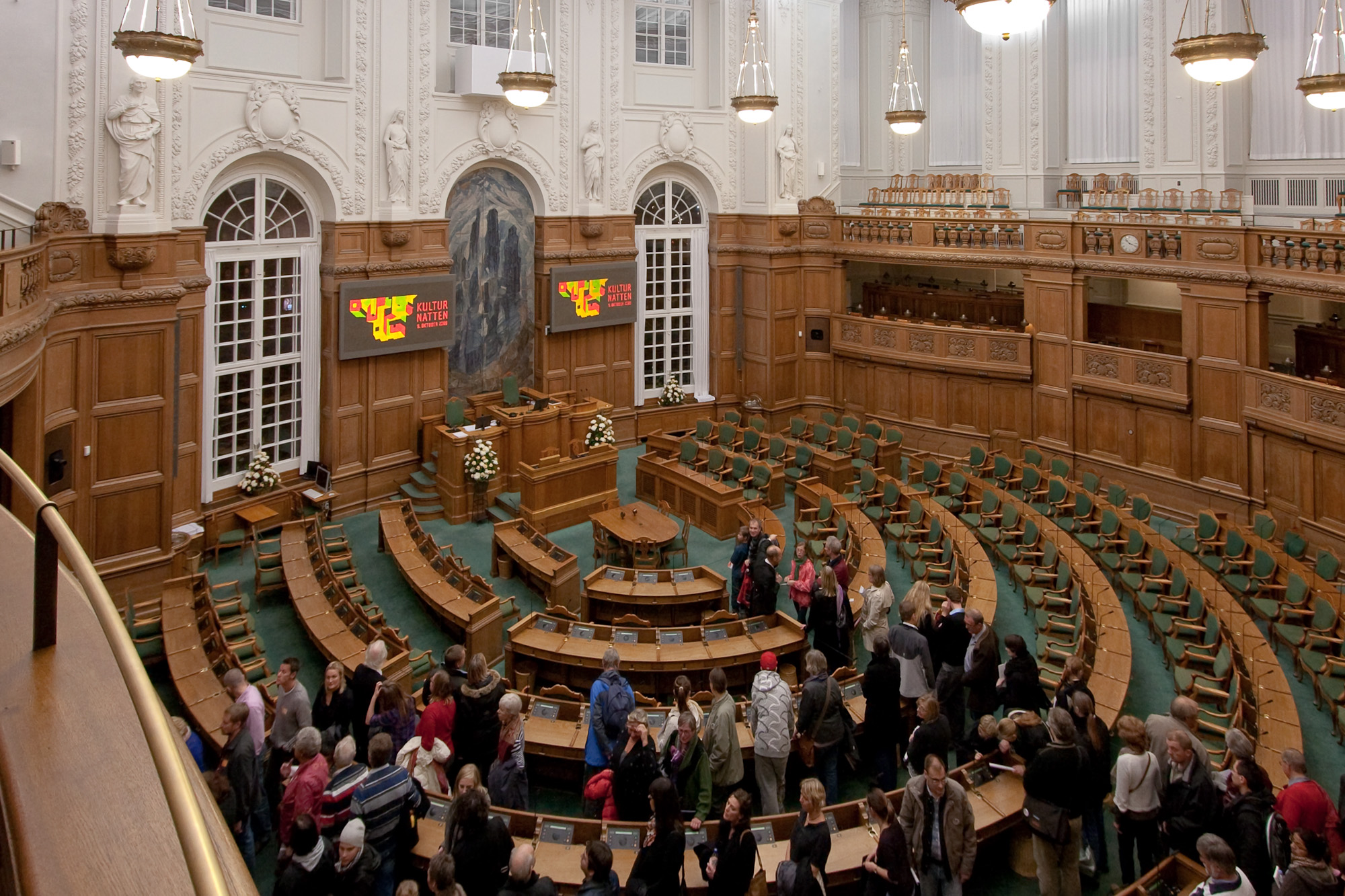
جناح البرلمان (Folketinget).

يشكل مقر البرلمان الدنماركي جزءاً من مباني قصر كريستيانسبورغ. لقد تم إنشاء الطابق الأول من جناح البرلمان حول اللوبي. وتقع قاعة ريغساغن أو Rigsdagen (الاسم القديم الذي كان يُطلق على المجلس التشريعي الوطني في الدنمارك بين عاميّ 1849 و 1953) على طرفيّ اللوبي، بالإضافة إلى البرلمان ذو المجلسين. وتقع غرفة اجتماعات أعضاء البرلمان «فولكتنغ» في النهاية الأخرى، بينما تقع قاعة "Landsting " في الطرف الآخر (القاعة الوحيدة التي كانت تُستخدم منذ أن أصبحت قاعة فولكتينغ المجلس التشريعي الوحيد منذ عام 1953). ويقع على طول القاعة غرف مختلفة مثل مكتب رئيس المجلس ومكاتب للإدارة.
ويعود تأسيس الفولكتنغ إلى عام 1849. ويتكون اليوم من 179 ممثلاً؛ 175 من الدنمارك، 2 من غرينلاند، 2 من جزر فارو. ويعتمد النظام السياسي في الدنمارك على التعددية الحزبية حيث يمكن تمثيل عدة أحزاب في البرلمان في وقت واحد. وغالبًا ما تتميز الحكومات الدنماركية بحكم الأقليات المدعوم بحزب أو أكثر من الأحزاب المساندة. وهو ما يعني بدوره أن السياسة الدنماركية تعتمد على السياسة الاتفاقية. فمنذ عام 1909 لم يحصل حزب واحد على أغلبية مقاعد البرلمان.

## مدراء القصر

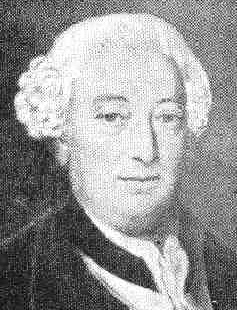
موريتز كريستيان فيشير، أول مدير للقصر (1745).

| الاسم                 | الفترة      |
| --------------------- | ----------- |
| موريتز كريستيان فيشير | 1745 –      |
| يوهان غيذير           |             |
| إسحق هانسن            | 1820 –      |
| ثيودور زنتلر          | 1854 – 1904 |
| أوتو زنتلر            | 1904 –      |
| ك.ف. دي فين ليت       | 1943 – 1971 |
| أوليه نورنغ           | – 2003      |
| جنس غريف              | 2003 –      |

## معرض صور

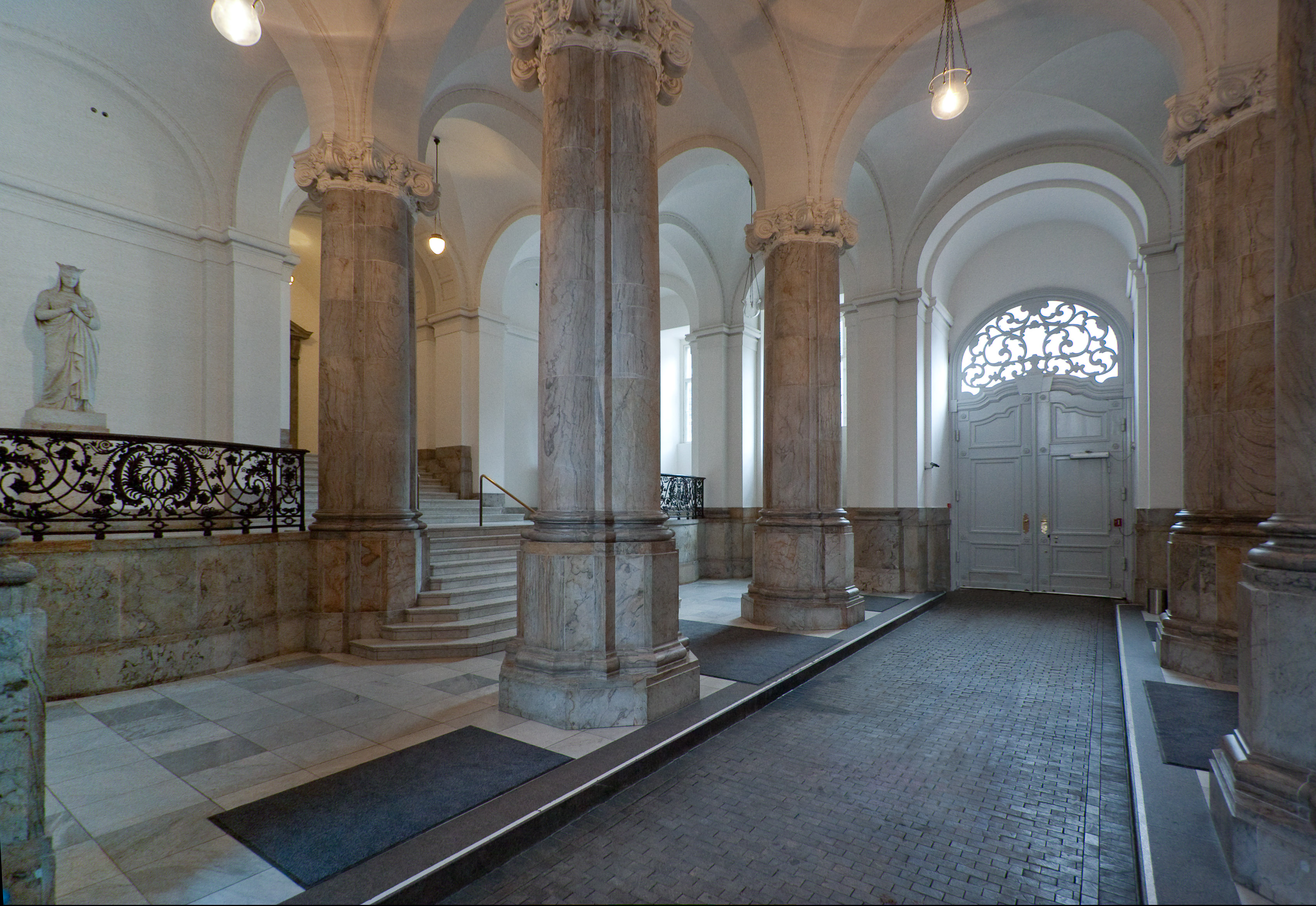
بوابة الملكة في القصر
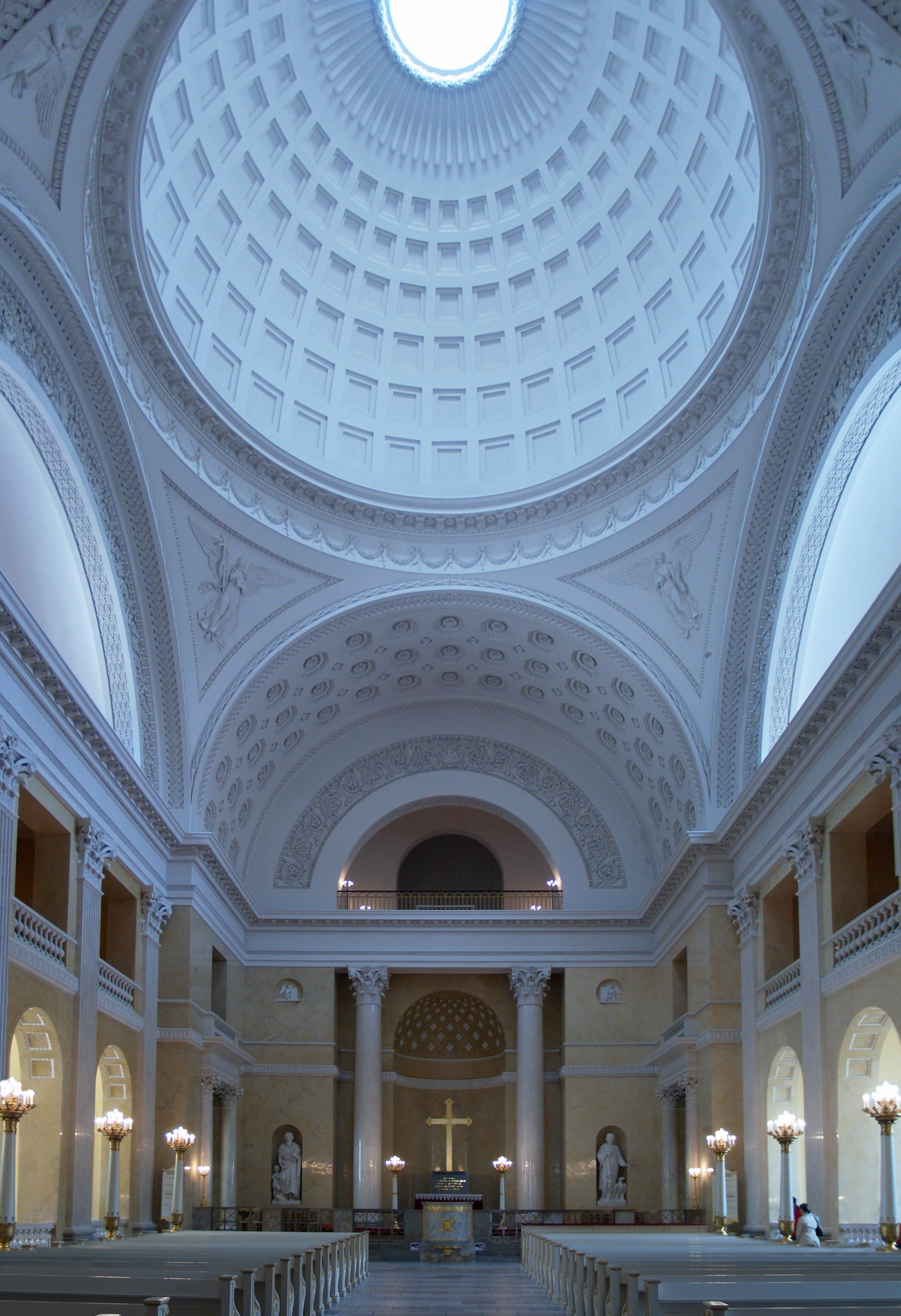
كنيسة القصر
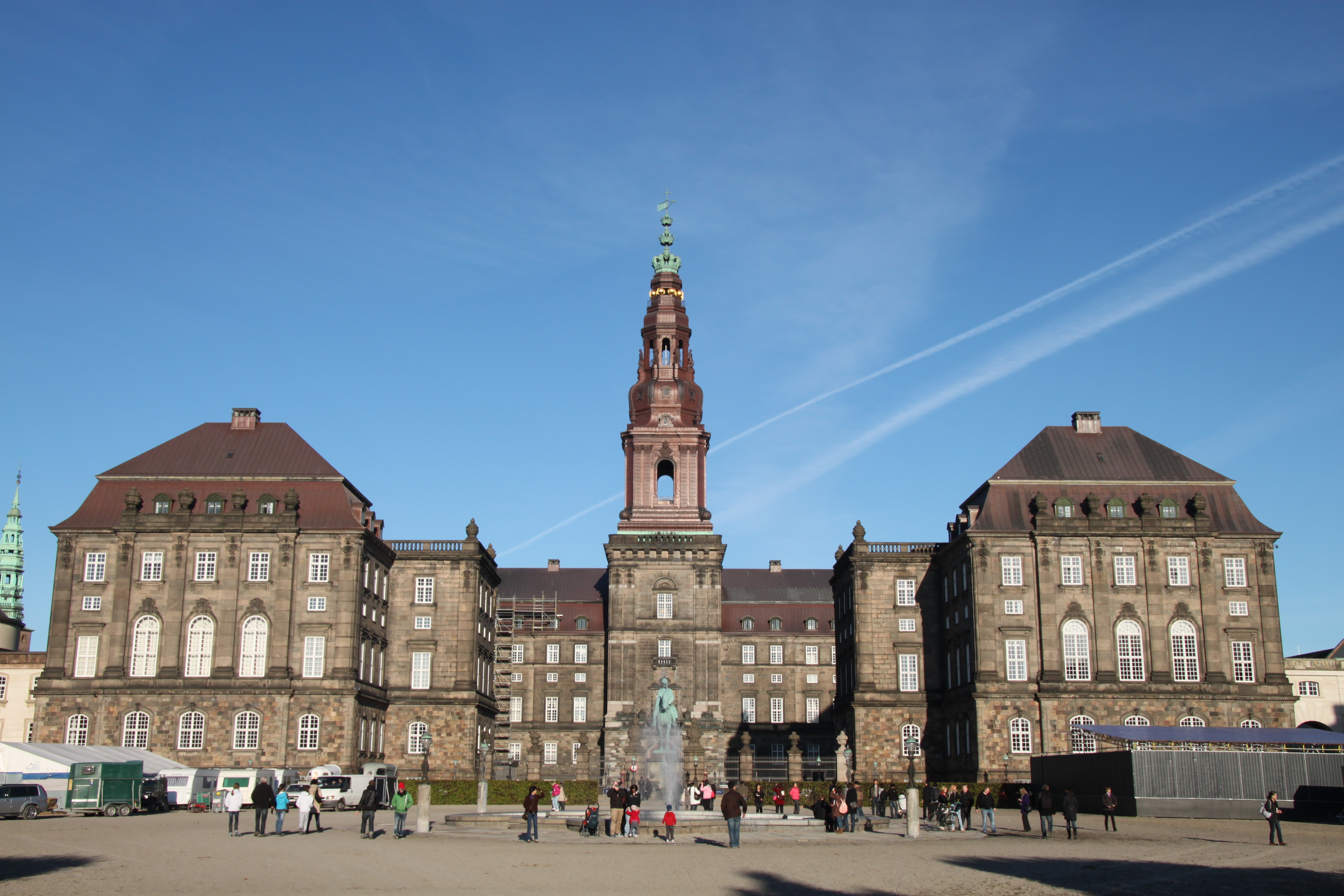
واجهة القصر (2011)
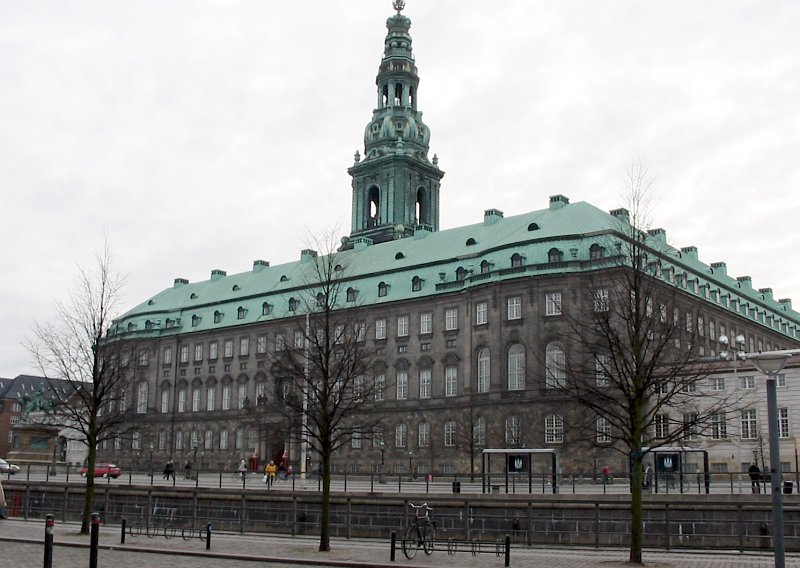
الواجهة الخلفية للقصر